# Charles Alexander McMahon
Trung tướng Charles Alexander McMahon FRS FGS (ngày 23 tháng 3 năm 1830 – ngày 21 tháng 2 năm 1904) là quân nhân, nhà địa chất và viên chức chính quyền người Anh gốc Ireland ở Ấn Độ thuộc Anh.

## Thân thế
Chào đời tại Highgate, McMahon là con trai của Đại úy Alexander McMahon (sinh năm 1791), viên chức Công ty Đông Ấn, dân gốc Kilrea, Hạt Londonderry. với bà vợ tên là Aim, con gái của Thiếu tá Patrick Mansell, nguyên là sĩ quan quân đội Anh. Ông nội của ông tên Arthur McMahon, là mục sư Giáo hội Trưởng lão tại Kilrea và là người theo chủ nghĩa cộng hòa Ireland nổi tiếng, thành viên hàng đầu của Hội Dân tộc Ireland Thống nhất và là một trong những đại tá chỉ huy lực lượng này trong cuộc nổi dậy của người Ireland năm 1798. Ông từng tham chiến tại Saintfield và Ballynahinch rồi bỏ trốn sang Pháp gia nhập Quân đoàn Ireland của Napoléon và hy sinh khi chiến đấu bên phía Pháp tại Waterloo.
Năm 1881, cha của McMahon là bệnh nhân lớn tuổi trong Trại tế bần Hoàng gia Ấn Độ tại Hanwell.

## Binh nghiệp
Sau khi trải qua quá trình đào tạo tại Chủng viện Quân sự Addiscombe, McMahon được đưa sang Binh đoàn Madras và phục vụ tám năm trong Trung đoàn 39, Bộ binh Bản địa Madras, và trong ba mươi năm là thành viên của Ủy ban Punjab. Ông được bổ nhiệm làm Ủy viên Sư đoàn Lahore và Hissar ở tỉnh Punjab.
Khi ở Hissar năm 1871, McMahon bắt đầu nghiên cứu về địa chất, và năm 1877 xuất bản bài báo quan trọng đầu tiên của mình, trong Tập X của bộ Hồ sơ Khảo sát Địa chất Ấn Độ, đề cập đến một nhóm đá kết tinh. Năm 1879, trong thời gian nghỉ phép ở Anh, với quân hàm trung tá, ông đăng ký làm sinh viên Trường Mỏ Hoàng gia. Trở lại Ấn Độ, ông tiếp tục điều tra địa chất tại nước này, đóng góp 21 bài báo khoa học cho cuốn Hồ sơ.
Năm 1885, ông nghỉ hưu với quân hàm Đại tá nhưng được thăng cấp thêm lên đến Thiếu tướng năm 1888 và Trung tướng năm 1892. Định cư ở Luân Đôn, ông theo học ngành thạch học, xuất bản các bài báo khoa học nâng tổng số đóng góp của ông cho ngành địa chất lên gần 50 bài.
Ông là chủ tịch Hiệp hội Nhà địa chất từ năm 1894 đến năm 1896. Năm 1899, ông được Hội Địa chất Luân Đôn trao tặng Huy chương Lyell.
McMahon qua đời vào tháng 2 năm 1904, hưởng thọ 73 tuổi, và một cáo phó trên Tạp chí Địa chất mô tả ông là nhà địa chất học và thạch học xuất sắc, đồng thời là thành viên nổi bật của Hội Địa chất Luân Đôn, lưu ý rằng McMahon không được đào tạo khoa học từ sớm.
Ông là cha của Henry McMahon (sinh năm 1862) đã theo cha sang lập nghiệp ở Ấn Độ.

## Vinh danh
McMahon được bầu làm thành viên Hội Mở mang Kiến thức Tự nhiên Hoàng gia Luân Đôn, thành viên của Hội Địa chất Luân Đôn và thành viên của Đại học Lahore.